# HD103789
HD103789 — хімічно пекулярна зоря спектрального класу A0, що має видиму зоряну величину в смузі V приблизно  6,2.
Вона  розташована на відстані близько 377,9 світлових років від Сонця.